# Savina Petrilli
Beata Savina Petrilli ou Savina Petrilli (Siena, 29 de agosto de 1851 — Siena, 18 de abril de 1923) é uma beata católica italiana que fundou, no seu país, a Congregação das Irmãs dos Pobres de Santa Catarina de Siena.

## Biografia
Segunda filha de Celso Petrilli e Matilde Venturini, aos 15 anos inscreve-se na Congregação das Filhas de Maria e pouco depois é eleita sua presidente.
Em 1869 foi recebida pelo Papa Pio IX, que a exortou a seguir a norma de Santa Catarina de Siena.
Em 15 de agosto de 1873, com outras cinco companheiras, ela toma os votos de castidade, obediência e pobreza, na presença do confessor e com a aprovação do Mons. Enrico Bindi, que lhe concede licença para iniciar a sua obra de auxílio aos pobres.
Em 1881 iniciou a fundação de um convento em Viterbo e em 1903 a primeira missão em Belém (Pará), no Brasil.
A Constituição da Congregação, já enviada ao pontífice, foi aprovada em 17 de junho de 1906.
Sucessivamente Madre Savina toma o voto de “não negar voluntariamente ao Senhor”, o voto de “perfeita obediência” e ao Diretor Espiritual o voto de “não lamentar-se deliberadamente de nenhum sofrimento externo e interno” e o voto de “completo abandono à vontade do Senhor”.
A Congregação opera em Itália, no Brasil, na Argentina, nos Estados Unidos, nas Filipinas e no Paraguai.
O Papa João Paulo II proclamou-a beata em 24 de abril de 1988, na Praça de São Pedro (Roma).
Sua festa é celebrada no dia 18 de abril.